# Lidia Radko
Lidia Radko – polska lekarka weterynarii, doktor habilitowany nauk rolniczych, profesor na Uniwersytecie Przyrodniczym w Poznaniu, specjalistka od toksykologii weterynaryjnej.

## Kariera naukowa
W 2003 roku na Akademii Rolniczej w Lublinie uzyskała tytuł lekarza weterynarii. W 2008 roku na Wydziale Medycyny Weterynaryjnej tej samej uczelni uzyskała stopień doktora nauk weterynaryjnych na podstawie rozprawy pt. Badania nad ochronnym wpływem sylimaryny wobec cytotoksycznego działania wybranych antybiotyków jonoforowych, której promotorem był Wojciech Cybulski. W 2022 roku została zatrudniona na tejże uczelni. W 2019 roku uzyskała w Państwowym Instytucie Weterynaryjnym – Państwowym Instytucie Badawczym stopień doktora habilitowanego nauk rolniczych w dyscyplinie weterynarii na podstawie pracy pt. Badanie toksyczności wybranych substancji obcych z wykorzystaniem metod in vitro.